# 710-719
De jaren 710-719 (van de christelijke jaartelling) zijn een decennium in de 8e eeuw.

## Belangrijke gebeurtenissen

### Byzantijnse Rijk
- 711 : Met steun van de Chazaren verovert Philippikos de keizerstroon.
- 713 : Lang duurt zijn bewind niet en hij wordt vervangen door Anastasios II.
- 715 : Ook hij wordt kort nadien vervangen door Theodosios III.
- 717 : Leo III, stichter van de Isaurische dynastie grijpt de macht.
- 717-718 : Beleg van Constantinopel (717-718). Kalief Suleiman ibn Abd al-Malik maakt van de chaos gebruik om Byzantium de genadeslag toe te dienen. Dankzij het Grieks vuur dat de vloot van de Arabieren vernietigt en de hulp van Tervel, de khan der Bulgaren, kan het ergste worden voorkomen.

### Arabische Rijk
- 711 : Slag bij Guadalete. De laatste koning van de Visigoten Roderik komt om. De Omayyaden veroveren het Visigotenrijk. Vrijwel het hele Iberische schiereiland komt in Arabische handen.
- 712 : De Arabieren veroveren Chorasmië en Samarkand.
- 713 - De Moren heroveren Narbonne en versterken de stad om een basis voor latere veroveringstochten te maken. Ze belegeren Toulouse, rukken langs de Middellandse Zeekust op tot aan de Rhône en stroomopwaarts naar Lyon. Nîmes verliest zijn laatste pracht en Arles zijn laatste schatten. De Camargue en de Provence zijn totaal verwoest.
- 718 : Don Pelayo sticht het koninkrijk Asturië.

### Frankische Rijk
- 714 : Hofmeier Pepijn van Herstal sterft. Zijn weduwe Plectrudis stelt haar zesjarige kleinzoon Theudoald aan als nieuwe hofmeier.
- 715 : Koning Dagobert III sterft, dit is de aanzet voor de Frankische Burgeroorlog.
- 716 : Slag bij Keulen. De Friese koning Radboud verslaat Karel Martel.
- 716 : In de Slag bij Amel verslaat Karel Martel de Neustrische hofmeier Raganfrid en koning Chilperik II.
- 717 : Slag bij Vincy. Karel Martel verslaat de Neustriërs bij Kamerijk en eist het hofmeierschap van Austrasië op. Neustrië zoekt steun bij Odo van Aquitanië.
- 718 : Slag bij Soissons. Laatste grote veldslag van de Frankische Burgeroorlog. Karel Martel is de grote overwinnaar.
- 719 : Karel Martel sluit met alle partijen vrede. Odo van Aquitanië levert Chilperik II uit. Chilperik wordt koning van alle Franken en Odo krijgt zijn hertogdom terug. Intussen is de Friese koning Raboud gestorven en kan Karel het verloren deel terug inpalmen.

### Islam
- 717 : Het Pact van Omar

## Kunst en cultuur

### Architectuur
- Grote moskee van Aleppo
- Grote moskee van Sanaa
- Badhuis van Quseir Amra

## Heersers

### Europa
- Asturië: Pelayo (718-737)
- Beieren: Theodo II (ca. 680-717), troonstrijd (ca. 717-719), Grimoald II (719-724)
- Bulgaren: Tervel (ca. 701-721)
- Byzantijnse Rijk: Justinianus II (705-711), Philippikos (711-713), Anastasios II (713-715), Theodosios III (715-717), Leo III (717-741)
  - exarchaat Ravenna: Johannes III Rizocopo (710-711), Scholasticus (713-726)
- Engeland en Wales
  - East Anglia: Ealdwulf (663-713), Ælfwald (713-749)
  - Essex: Saelred (709-746) en Swaefbert (ca.710-738)
  - Gwynedd: Idwal ap Cadwaladr (ca. 682-720)
  - Kent: Wihtred (690-725)
  - Mercia: Coelred (709-716), Coelwald (716), Æthelbald (716-757)
  - Northumbria: Osred I (705-716), Coenred (716-718), Osric (718-729)
  - Wessex: Ine (688-726)
- Franken: Childebert III (695-711), Dagobert III (711-715), Chilperik II (715-721)
  - tegenkoning: Chlotharius IV (717-719)
  - hofmeier: Ragamfred (714-717), Karel Martel (717-741)
    - Austrasië: Pepijn van Herstal (675-714)
    - Neustrië: Grimoald II (696-714)

  - Champagne/Neustrië (hertog): Arnulf (?-723)
  - Aquitanië: Odo (?-735)
  - Elzas: Adalbert I (?-723)
- Friezen: Radboud (?-719), Poppo (ca. 719-734)
- Longobarden: Aripert II (701-712), Ansprand (712), Liutprand (712-744)
  - Benevento: Romuald II (707-730)
  - Spoleto: Faroald II (703-724)
- Venetië (doge): Paolo Lucio Anafesto (697-717), Marcello Tegalliano (717-726)
- Visigoten: Roderik (709-711), Agila II (ca. 711-714), Ardon (ca. 714-?)

### Azië
- China (Tang): Tang Zhongzong (705-710), Tang Shang (710), Tang Ruizong (710-712), Tang Xuanzong (712-756)
- Göktürken: Kapagan Khan (691-716), Kutluq Bilge-Kül (716-734)
- India
  - Chalukya: Vijayaditya (696-733)
  - Pallava: Narasimhavarman II (700-728)
- Japan: Gemmei (707-715), Gensho (715-724)
- Omajjaden: al-Walid I (705-715), Suleiman ibn Abd al-Malik (715-717), Omar II (717-720)
- Silla (Korea): Seongdeok (702-737)
- Tibet: Tri Malö (705-712), Tridé Tsungtsen (712-754)

### Religie
- paus: Constantijn I (708-715), Gregorius II (715-731)
- patriarch van Alexandrië (Grieks): vacant
- patriarch van Alexandrië (Koptisch): Alexander II (702-729)
- patriarch van Antiochië (Grieks): vacant
- patriarch van Antiochië (Syrisch): Elias I (709-723)
- patriarch van Constantinopel: Cyrus (705-711), Johannes VI (712-715), Germanus I (715-730)
- patriarch van Jeruzalem: Johannes V (706-735)
- imam (sjiieten): Ali Zain al-Abidien (680-712), Muhammad ibn Ali (712-732)

<< · 710 · 711 · 712 · 713 · 714 · 715 · 716 · 717 · 718 · 719 · >>
<< · 700-709 · 710-719 · 720-729 · 730-739 · 740-749 · 750-759 · 760-769 · 770-779 · 780-789 · 790-799 · >>